# Sus verrucosus
El jabalí verrugoso de Java (Sus verrucosus) es una especie de mamífero artiodáctilo perteneciente a la familia Suidae que habita principalmente en la isla de Java en Indonesia.

## Distribución
La especie anteriormente habitaba las islas de Java, Madura y Bawean, actualmente se halla en hábitats fragmentados en Java y en la isla de Bawean. Se reconocen dos subespecies, S. v. verrucosus, habita en Java (antiguamente en Madura) donde es simpátrica con Sus scrofa vittatus; la segunda subespecie, S. v. blouchi está confinada a la isla de Bawean donde es también simpátrica con Sus scrofa vittatus. La especie se halla en bosques secundarios hasta los 800 m s. n. m. Su hábitat es fragmentado a causa de la invasión de su hábitat por parte de los humanos, con la consecuente sustitución con campos agrícolas.

## Características
Esta especie de jabalí verrugoso tiene un peso que oscila entre 44 y 108 kg de peso y una longitud de 90 a 190 cm. La característica distintiva de la especie es el crecimiento de tres pares de pliegues verrugosos en la cara, un par es preorbital y los otros dos infraorbitales y los últimos dos, los más grandes, se ubican en la mandíbula. Todos los miembros de la especie cuentan con una crin de pelo largo que va desde la base de la nuca a lo largo del dorso hasta las ancas. La crin se hace más pequeña en cuanto se extiende hacia la zona posterior. El pelaje normalmente es de color rojizo, con la zona ventral de color amarillento.

## Conservación
La especie está catalogada como en en peligro de extinción en la Lista Roja de la UICN debido a disminución importante de su población, estimada en más del 50% en las últimas tres generaciones (aproximadamente 18 años); esta disminución probablemente se deba a la caza y la disminución en la extensión y calidad de sus hábitats.